# Miko
Miko (japonsky 巫女) může být:

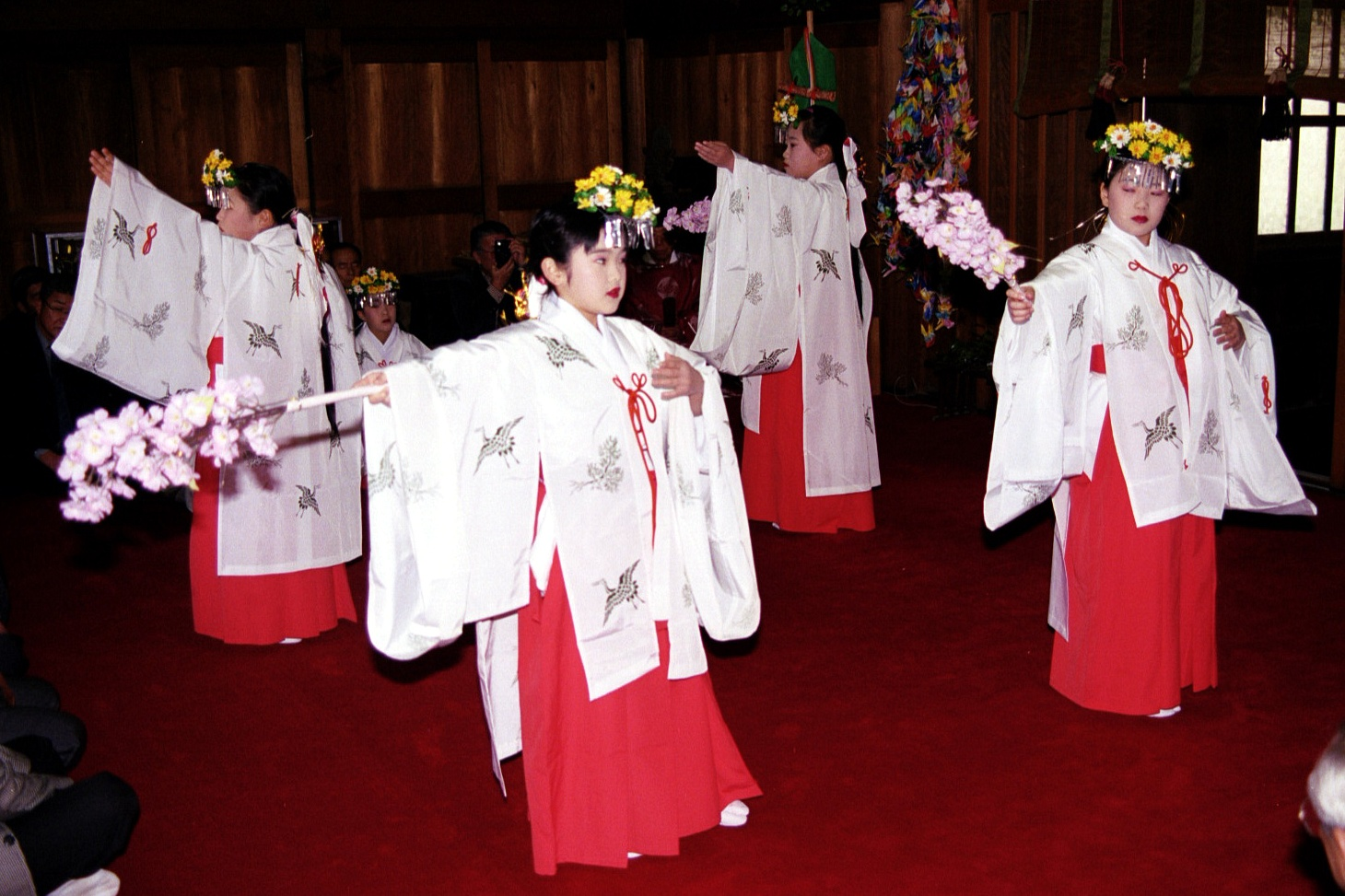
Miko při tanci

- Mladá kněžka (panna) v šintoistické svatyni
- Šamanka[pozn. 1]

Původně měly miko funkci média, obstarávat kontakt mezi kami (šintoistickými božstvy) a lidmi. Měly také šamanské síly a funkce. Mezi dnešní úkoly miko patří rituální opakování tanců na ženských kami pro potěšení božstev a návštěvníky chrámu, prodej chrámových amuletů a talismanů, doprovod návštěvníků chrámu a jiné povinnosti rituálního nebo praktického charakteru. Miko také nosívají svazek zvonků suzu, kterým vykonávají rituální očistu.
Miko mohou pro chrám pracovat na plný úvazek, nebo podle potřeby při větších rituálech. obecně jsou to mladé, neprovdané ženy. Miko většinou nosí bílou róbu a červenou dělenou sukni hakama. Při některých rituálech mohou být oblečeny i celé v bílé. Bílá v šintoismu znamená čistotu.